# Governo Brnabić III
Il Governo Brnabić III è stato il sedicesimo esecutivo della Serbia, in carica, per 1 anno 6 mesi e 6 giorni, dal 26 ottobre 2022 al 1º maggio 2024 (sebbene dimissionario dal 10 febbraio).
Esso ha prestato giuramento dopo una lunga crisi di governo, creatasi in seguito alla caduta del precedente esecutivo il 15 febbraio 2022, cosa che ha portato ad elezioni anticipate, tenutesi il 3 aprile 2022, contemporaneamente alle presidenziali.
È stato ufficialmente dimissionato in seguito all’insediamento del nuovo parlamento derivante dalle elezioni parlamentari del 2023, al fine di permettere la transizione governativa; esso tuttavia è rimasto in carica per gli affari correnti fino alla formazione del nuovo esecutivo, con la peculiare sostituzione del Primo ministro (Brnábic è stata eletta presidente del parlamento il 20 marzo).

## Situazione parlamentare
| Camera              | Collocazione     | Partiti | Seggi     |
| ------------------- | ---------------- | --- | --------- |
| Assemblea Nazionale | Maggioranza      | PPS (97), PS (22), SU (8), PSD (7), SG (6), PDG (3), ADC (1), NI (8)                                                                       | 157 / 250 |
| Assemblea Nazionale | Appoggio esterno | VMSZ/SVM (5) | 5 / 250   |
| Assemblea Nazionale | Opposizione      | NS (12), DS (10), SSZ (8), Z (8), SSP (9), DSS (7), POKS (7), Dveri (6), NDB (5), PSG (3), PZP (1), USS Sloga (1), O (1), Indipendenti (9) | 87 / 250  |

## Composizione
| Carica                                                                        | Titolare | Titolare | Titolare                                       | Partito politico | Partito politico |
| ----------------------------------------------------------------------------- | -------- | -------- | ---------------------------------------------- | ---------------- | ---------------- |
| Primo ministro                                                                |          |          | Ana Brnabić (fino al 20 Marzo 2024)            | PPS              |                  |
| Primo ministro                                                                |          |          | Ivica Dačić (Ad interim) (Dal 21 Marzo 2024)   | PS               |                  |
| Primo Vice Primo ministro Ministro degli affari esteri                        |          |          | Ivica Dačić (Fino al 21 Marzo 2024)            | PS               |                  |
| Secondo Vice Primo ministro Ministro della cultura                            |          |          | Maja Gojković                                  | PPS              |                  |
| Terzo Vice Primo ministro Ministro della difesa                               |          |          | Miloš Vučević                                  | PPS              |                  |
| Quarto Vice Primo ministro Ministro delle finanze                             |          |          | Siniša Mali                                    | PPS              |                  |
| Ministro dell'economia                                                        |          |          | Rade Basta (fino al 23/06/2023)                | SU               |                  |
| Ministro dell'economia                                                        |          |          | Siniša Mali (dal 23/06/2023)                   | PPS              |                  |
| Ministro degli affari interni                                                 |          |          | Bratislav Gašić                                | PPS              |                  |
| Ministro della protezione ambientale                                          |          |          | Irena Vujović                                  | PPS              |                  |
| Ministro dell'agricoltura, della silvicoltura e dell'economia idrica          |          |          | Jelena Tanasković                              | Indipendente     |                  |
| Ministro delle costruzioni, dei trasporti e delle infrastrutture              |          |          | Goran Vesić                                    | PPS              |                  |
| Ministro delle miniere e dell'energia                                         |          |          | Dubravka Đedović                               | Indipendente     |                  |
| Ministro del commercio interno ed estero                                      |          |          | Tomislav Momirović                             | PPS              |                  |
| Ministro della pubblica amministrazione e delle autonomie locali              |          |          | Aleksandar Martinović                          | PPS              |                  |
| Ministro della giustizia                                                      |          |          | Maja Popović                                   | Indipendente     |                  |
| Ministero dei diritti umani, delle minoranze e del dialogo sociale            |          |          | Tomislav Žigmanov                              | ADC              |                  |
| Ministro dell'integrazione Europea                                            |          |          | Tanja Miščević                                 | Indipendente     |                  |
| Ministro dell'istruzione                                                      |          |          | Branko Ružić (fino al 29/05/2023)              | PS               |                  |
| Ministro dell'istruzione                                                      |          |          | Đorđe Milićević (dal 30/05/2023 al 25/07/2023) | PS               |                  |
| Ministro dell'istruzione                                                      |          |          | Slavica Đukić Dejanović (dal 25/07/2023)       | PS               |                  |
| Ministro del lavoro, dell'occupazione, dei veterani e delle politiche sociali |          |          | Nikola Selaković                               | PPS              |                  |
| Ministro della famiglia e della demografia                                    |          |          | Darija Kisić Tepavčević                        | PPS              |                  |
| Ministro della salute                                                         |          |          | Danica Grujičić                                | Indipendente     |                  |
| Ministro della previdenza rurale                                              |          |          | Milan Krkobabić                                | PUPS             |                  |
| Ministro dello sport                                                          |          |          | Zoran Gajić                                    | Indipendente     |                  |
| Ministro della scienza, dello sviluppo tecnologico e dell'innovazione         |          |          | Jelena Begović                                 | Indipendente     |                  |
| Ministro del turismo e della gioventù                                         |          |          | Husein Memić                                   | PSD              |                  |
| Ministro dell'informazione e delle telecomunicazioni                          |          |          | Mihailo Jovanović                              | Indipendente     |                  |
| Ministro degli investimenti pubblici                                          |          |          | Marko Blagojević                               | Indipendente     |                  |
| Ministro senza portafoglio                                                    |          |          | Novica Tončev                                  | PS               |                  |
| Ministro senza portafoglio                                                    |          |          | Edin Đerlek                                    | PDG              |                  |
| Ministro senza portafoglio                                                    |          |          | Đorđe Milićević                                | PS               |                  |